# Ava Sophie Richter
Ava Sophie Richter (* 2006) ist eine deutsche Kinderdarstellerin im Fernsehen.
Sie spielte von 2015 bis 2016 die Hauptrolle Jale in der Kinderserie Die Pfefferkörner.
Richter hat zwei Brüder.

## Filmografie
- 2015–2016: Die Pfefferkörner (Fernsehserie, 26 Folgen)